# بازار قلعة محمود
بازار قلعة محمود هي بازار تاريخية تعود إلى عصر القاجاريون، وتقع في كرمان.